# Адріан Файн
Адріан Файн (нім. Adrian Fein, нар. 18 березня 1999, Мюнхен) — німецький футболіст, півзахисник мюнхенської «Баварії». На правах оренди виступає за клуб «Гройтер Фюрт».

## Клубна кар'єра
Народився 18 березня 1999 року в місті Мюнхен. Починав займатися в школах «Геліос» (Мюнхен) і «Мюнхен 1860», проте вже в сім років опинився в Академії лідера німецького футболу — «Баварії». У 2016 році був переведений в команду юнаків не старше 19 років. У сезоні 2017/2018 був залучений до тренувань з другою командою, «Баварія II». Дебютував за неї 14 липня 2017 року в поєдинку Регіоналліги проти клубу «Інгольштадт II». Всього в дебютному сезоні провів 28 зустрічей, забив 1 м'яч, який припав на поєдинок з «Айгштетом».
Сезон 2018/19 почав також у другій команді мюнхенців, однак 1 вересня 2018 року був відданий в річну оренду в клуб Другої Бундесліги «Ян» (Регенсбург). Дебютував за нього 23 вересня 2018 року в гостьовому поєдинку проти «Гамбурга», де «Ян» сенсаційно виграв з розгромом 0:5. Всього за команду «Ян» Файн провів 21 матч, забитими м'ячами не відрізнявся.
18 червня 2019 року Адріан Файн відправився в річну оренду в клуб «Гамбург», що виступав все в тій же Другій Бундеслізі. 28 липня гравець дебютував за нову команду поєдинком проти «Дармштадта», вийшовши на поле в стартовому складі і провівши весь матч.. У «Гамбурзі» за сезон Адріан провів 31 зустріч, в якій одного разу відзначився.
До сезону 2020/21 Файн готувався разом з основним складом «Баварії». Був у заявці і перебував на лаві запасних у переможних поєдинках Суперкубка Німеччини і Суперкубка УЄФА, однак на поле не виходив. А вже 6 жовтня 2020 року Адріан відправився в чергову річну оренду — цього разу в нідерландський ПСВ з можливістю викупу футболіста після сезону. 18 жовтня 2020 року Файн дебютував за новий клуб у поєдинку проти «Зволле», вийшовши на заміну на 87-ій хвилині замість Ібрагіма Сангаре. Станом на 26 січня 2021 року відіграв за команду з Ейндговена 10 матчів в національному чемпіонаті.

## Виступи за збірні
2016 року дебютував у складі юнацької збірної Німеччини (U-18), загалом на юнацькому рівні взяв участь у 12 іграх, відзначившись одним забитим голом.
З 2019 року залучався до складу молодіжної збірної Німеччини. На молодіжному рівні зіграв у 5 офіційних матчах, забив 1 гол.

## Титули і досягнення
- Володар Суперкубка Німеччини (1):

«Баварія»: 2020
- Володар Суперкубка УЄФА (1):

«Баварія»: 2020